# 게티즈버그 타임스
《게티즈버그 타임스》(The Gettysburg Times)는 미국 펜실베이니아주 게티즈버그에서 발행되는 신문으로, 샘플 뉴스 그룹이 소유하고 있다. 일요일과 크리스마스, 새해 첫날을 제외한 모든 날에 일간 신문을 발행하고 있다.
1902년에 《프로그레스》(The Progress)라는 이름으로 창간되었으며, 1800년에 창간된 애덤스군의 최초의 신문이었던 《애덤스 센티널》(Adams Centinel)까지 뿌리를 잇는 여러 신문들의 후신이기도 하다.

## 역사
1902년 9월, 매디슨 알렉산더 가빈은 《프로그레스》를 창간했으며, 1905년경 신문사의 이름이 《게티즈버그 타임스》로 바뀌었다.
1800년 11월에 로버트 하퍼가 창간한 《애덤스 센티널》은 애덤스군 내 최초의 신문이었으며, 주간지였다. 센티널(Centinel)의 표기는 이후 ‘Sentinel’로 변경되었다. 1867년에 《애덤스 센티널》은 1828년에 창간된 신문인 《스타》(Star)와 합쳐져 《스타 앤 센티널》(Star and Sentinel)이라는 이름으로 재탄생했다. 1920년, 《게티즈버그 타임스》의 소유주였던 타임스 앤 뉴스 퍼블리싱 컴퍼니는 《스타 앤 센티널》을 인수했으며, 이 신문은 1961년까지 주간지로 발행되었다. 1818년에 창간된 《게티즈버그 컴파일러》 또한 《게티즈버그 타임스》의 소유주에게 인수되었다.
2011년에 오랜 기간 《게티즈버그 타임스》의 발행인을 맡았던 필 존스가 사망하자, 12개의 신문사를 소유하고 있던 샘플 뉴스 그룹은 2013년 초에 그의 가족들로부터 신문사를 인수했다.